# فرانكو هيتا
فرانكو هيتا (بالإسبانية: Franco Hita)‏ هو لاعب كرة قدم أرجنتيني في مركز الهجوم، ولد في 26 أكتوبر 1978 في مندوزا في الأرجنتين. لعب مع نادي آريما كرونوس ونادي شيانج ري يونايتد.

## وصلات خارجية
- فرانكو هيتا على موقع قاعدة بيانات كرة القدم.إي يو (الإنجليزية)
- فرانكو هيتا على موقع Soccerway.com (الإنجليزية)